# Contea di Trinity (California)
La contea di Trinity, in inglese Trinity County, negli Stati Uniti d'America, è una contea della California nord-occidentale. Nel 2000 aveva 13 022 abitanti. Il capoluogo è Weaverville. Nessun centro della contea è amministrato da una municipalità.

## Geografia
La contea si trova nel nord-ovest dello Stato. Si tratta di un territorio prevalentemente montuoso e ricoperto di foreste, nella parte meridionale della catena delle Cascate. Qui si trovano diverse catene montuose, tra cui i monti Salmon e le Klamath Mountains. Il fiume principale è il Trinity. Nel nord-est si trovano i laghi Trinity e Lewiston.

### Contee confinanti
- Contea di Siskiyou - nord
- Contea di Shasta - est
- Contea di Tehama - sud-est
- Contea di Mendocino - sud
- Contea di Humboldt - ovest

## Storia
La contea è una delle 27 originarie dello Stato e fu creata nel 1850. Deve il suo nome all'omonimo fiume, chiamato così nel 1845 da Pearson B. Reading, convinto che il fiume sfociasse nella baia di Trinidad (Trinity Bay).

## Census-designated places[6]
- Burnt Ranch
- Coffee Creek
- Douglas City
- Hayfork
- Hyampom
- Junction City
- Lewiston
- Mad River
- Post Mountain
- Ruth
- Salyer
- Trinity Center
- Trinity Village
- Weaverville (capoluogo)